# Kolmossaaret (ö i Kajanaland)
Kolmossaaret är en ö i Finland. Den ligger i sjön Korvuanjärvi och i kommunen Suomussalmi i den ekonomiska regionen  Kehys-Kainuu  och landskapet Kajanaland, i den nordöstra delen av landet, 600 km norr om huvudstaden Helsingfors. Öns area är 2 hektar och dess största längd är 400 meter i öst-västlig riktning.  Notera att namnet antyder att det är fråga om flera öar.